# إرنست روبرتس (سياسي)
إرنست روبرتس (بالإنجليزية: Ernest Alfred Roberts) هو نقابي وضابط ورئيس تحرير صحيفة وسياسي أسترالي وبريطاني (وحمل سابقاً جنسية المملكة المتحدة لبريطانيا العظمى وأيرلندا)، ولد في 21 فبراير 1868 بلندن في المملكة المتحدة، وتوفي في 2 ديسمبر 1913 بملبورن في أستراليا. حزبياً، نشط في حزب العمال الأسترالي وحزب العمال الأسترالي (فرع جنوب أستراليا) ‏. وقد انتخب عضو مجلس النواب جنوب أستراليا من الجمعية عن دائرة Electoral district of Adelaide ‏ وقد انضم خلال فترته النيابية (27 مايو 1905 – 15 مايو 1908)  للكتلة البرلمانية حزب العمال الأسترالي (فرع جنوب أستراليا) ‏ وانتخب عضو مجلس النواب الأسترالي عن دائرة Division of Adelaide ‏ (13 يونيو 1908 – 2 ديسمبر 1913) وانتخب عضو مجلس النواب جنوب أستراليا من الجمعية عن دائرة Electoral district of Gladstone (South Australia) ‏ وقد انضم خلال فترته النيابية (25 أبريل 1896 – 2 مايو 1902)  للكتلة البرلمانية حزب العمال الأسترالي (فرع جنوب أستراليا) ‏.